# HD107102
HD107102 — хімічно пекулярна зоря спектрального класу A2, що має видиму зоряну величину в смузі V приблизно  7,7.
Вона  розташована на відстані близько 322,3 світлових років від Сонця.